# L. A. Park
Adolfo Tapia Ibarra (14 de noviembre de 1965) es un luchador profesional mexicano, más conocido mundialmente por el nombre de "La Parka" o "L.A. Park" (abreviatura de: "La Auténtica Parka") Trabajó como independiente, luchó en multitud de empresas de lucha libre profesional de todo el mundo, como el Consejo Mundial de Lucha Libre, AAA, World Championship Wrestling, Total Nonstop Action Wrestling, Extreme Championship Wrestling o New Japan Pro Wrestling.

## Carrera

### Inicios
Tapia debutó en el año de 1982 en el Deportivo Arena 47 en Monclova, Coahuila bajo el nombre de Adolfo Tapia. Tiempo después cambió su nombre por el de El Gringo y luego comenzó a usar una máscara y se hizo llamar El Minero, perdiendo la tapa ante Clímax II el 17 de febrero de 1985. Varios años después, cambió su nombre a Príncipe Island, con el cual ganó el Campeonato Semicompleto del Distrito Federal y el Campeonato Europeo de Peso Medio de Panamá. También con ese nombre ganó varias máscara como la de El Gran Cóndor, Príncipe Judas, Guerrero Negro y Bestia Negra, pero en 1987, perdió su máscara ante El Hijo del Santo. Años más tarde, pasó a llamarse El Asesino de Tepito, pero perdiendo su incógnita en el Coliseo Nou Camp, en Guatemala ante Astro de Oro y también ante Stuka como Invasor del Norte I.

### Triple A (1992 - 1996)

#### 1992 - 1994
Tapia debutó en la recién creada AAA el 5 de julio, bajó el nombre de La Parka, haciendo equipo con Ice Killer y Karis La Momia, derrotando a Misterioso, Solar I y Volador. El traje y la máscara de La Parka tenían la forma de un esqueleto, semejante a los trajes utilizados en México el Día de Muertos. Estuvo varias semanas invicto, hasta que perdió haciendo equipo con Herodes y Rambo en contra de Ángel Azteca, Misterioso y Volador el 17 de julio del mismo año. En 1993 ganó el Campeonato Semicompleto WWA al vencer a Lizmark, pero volviéndolo a perder ante el mismo rival 2 meses más tarde. Entre 1993 y 1994 peleó 4 veces por el Campeonato Nacional Semicompleto ante Lizmark, perdiendo en todas las luchas. En junio de 1994, ganó nuevamente el Campeonato Semicompleto WWA. Luego de varios intentos, el 9 de septiembre de 1994 ganó el Campeonato Nacional Semicompleto venciendo a Lizmark. En el evento When Worlds Collide realizado por AAA y WCW el 6 de noviembre de 1994 en Los Ángeles, California, Jerry Estrada, La Parka y Blue Panther fueron derrotados por The Pegasus Kid, 2 Cold Scorpio y Tito Santana. Días después, apareció en New Japan Pro Wrestling al lado de Blue Panther y Konnan, siendo vencidos por El Samurai, Great Sasuke y Psicosis.

#### 1995 - 1996
Perdió el título nacional ante Jerry Estrada en marzo de 1995, pero lo recuperó varios meses después venciendo al mismo. En octubre del mismo año, venció a Arandú en Nuevo Laredo, Tamaulipas, consiguiendo la cabellera de este. Hizo una aparición especial en ECW el 28 de octubre, siendo a lado de Psicosis derrotados por Konnan y Rey Misterio, Jr..

### World Championship Wrestling (1996-2000)
Tapia debutó en la World Championship Wrestling (WCW) el 18 de noviembre de 1996, derrotando a Juventud Guerrera. Su siguiente aparición fue en World War 3 1996, participando en la 60-Men Battle Royal, siendo ganada por The Giant. En Clash of the Champions XXXIV, hizo equipo con Mr. J.L. y Konnan, perdiendo ante Chris Jericho, Super Calo y Chavo Guerrero, Jr.. En el evento SuperBrawl VII, Konnan, La Parka y Villano IV vencieron a Juventud Guerrera, Super Calo y Cíclope. Tras esto, siguió luchando en Nitro contra los luchadores de la división Crucero, peleando por su primer título el 31 de marzo de 1997 en Nitro, enfrentándose a Prince Iaukea por el Campeonato Mundial de la Televisión de la WCW, siendo derrotado. En Bash at the Beach, fue derrotado junto a Psicosis y Villano IV por Lizmark, Jr., Héctor Garza y Juventud Guerrera. El 18 de agosto en Nitro tuvo otra oportunidad por el Campeonato Mundial de la Televisión, pero fue derrotado de nuevo por el campeón Último Dragon. Volvió a participar en la 60-Men Battle Royal de World War 3 en 1997, pero fue eliminado de nuevo. En Souled Out, luchó junto a El Dandy, Silver King & Phychosis, siendo derrotados por Super Calo, Chavo Guerrero, r., Lizmark, Jr. y Juventud Guerrera. En SuperBrawl VIII se enfrentó a Disco Inferno, siendo derrotado. Luego, el 13 de abril y 1 de junio de 1998 tuvo un oportunidad por el Campeonato Mundial de la Televisión y por el Campeonato Peso Pesado de los Estados Unidos de la WCW respectivamente, siendo derrotado por sus respectivos campeones Booker T y Goldberg. Participó por tercera vez en la 60-Men Battle Royal de World War 3, pero fue eliminado de nuevo. Luego, el 5 de enero participó en un torneo para coronar a los nuevos Campeones Mundiales en Pareja de la WCW junto a Silver King, pero fueron derrotados en la primera ronda por Bobby Eaton & Kenny Kaos. Tras luchar gran parte de 1999 en eventos de Nitro, el 25 de mayo de 1999 tuvo otra oportunidad por el Campeonato Mundial de la Televisión de la WCW, siendo derrotado por cuarta vez, esta vez por Rick Steiner. Tras esta lucha, tuvo otras dos apariciones: el 7 y el 8 de junio, derrotando el primer día a Damien & Halloween junto a Silver King y el segundo, derrotando a Damien. Esta fue su última lucha en la WCW, a pesar de que se mantuvo bajo contrato hasta el 2000, año en que dejó la empresa.

### Circuitos Independientes (2000 - 2004)
Mientras Tapia luchaba exclusivamente para la WCW, el propietario de la AAA, Antonio Peña, aprovechó la popularidad del personaje para dárselo a otro luchador que luchaba en la empresa, Karis La Momia, luchando como La Parka, Jr. Inicialmente, Peña y Tapia nunca discutieron sobre el uso del traje y del nombre de La Parka a pesar de que Tapia luchó en varias empresas independientes estadounidenses y mexicanas. Sin embargo, cuando Tapia fue contratado por el rival de la AAA, el Consejo Mundial de Lucha Libre (CMLL), Peña tomó acciones legales contra Tapia, diciendo que era él quien tenía los derechos sobre el nombre y el traje, previniendo a Tapia acerca de usar el nombre de "La Parka" en México. La batalla legal entre Tapia y la AAA llevó a Tapia a cambiar su nombre a "L.A. ParK", una acortación de "La Auténtica ParK", donde la K se pronuncia como "Ka"). Además, en los años siguientes, Tapia no pudo aparecer en eventos de televisión llevando un traje negro y blanco, por lo que usó combinaciones diferentes de colores, como el blanco y rojo, blanco y amarillo, blanco y plateado... También modificó su máscara para diferenciarse de La Parka de la AAA, cambiando su parecido con una calavera a una que se pareciera más a la cara de Darth Maul de la película Star Wars: Episodio I - La amenaza fantasma. Sin embargo, luego siguió usando los colores negro y blanco en el traje.
Además, mientras trabajaba para el CMLL, Tapia siguió luchando en el circuito independiente de México, Japón y Estados Unidos. Durante este período, tuvo un feudo con El Hijo del Santo y Blue Demon, Jr., introduciéndose en una rivalidad creada a partir de la rivalidad que tuvieron entre los 80 y 90 El Santo y Blue Demon.
En 2004, hizo unas apariciones en la Total Nonstop Action Wrestling (TNA) como L.A. Park. Peleó en un Gauntlet for the Gold por el Campeonato de la División X de la TNA en uno de los PPVs semanales de la TNA y participó en otro Gauntalet match de la División X en el primer gran evento de la TNA, Victory Road, perdiendo ambas ocasiones. El 7 de mayo de 2005, L.A. Park debutó en la Independent Wrestling Revolution (IWR), haciendo equipo con American Kickboxer, perdiendo ante El Hijo del Santo & Konnan. Park continuó su rivalidad con El Hijo del Santo, la cual culminó en una lucha el 29 de octubre de 2005 en Revolucha 2: Día de los Muertos en una Steel Cage match. En febrero de 2006, L.A. Park empezó un pequeño feudo con el entonces Campeón de la IWR Conrad Kennedy III (CK3), derrotándole el 27 de agosto de 2006 en Brawl at the Hall 6, ganando el título, el cual defendió el 14 de octubre de 2007 en Revolucha 4. Tras dejar en 2008 el CMLL, L.A. Park trabajó regularmente en la nueva empresa Perros del Mal Producciones, reviviendo su feudo con Perro Aguayo Jr. Durante estas luchas, también introdujo a su hijo en el mundo de la lucha libre profesional, quien luchó inicialmente bajo el nombre de "Black Spirit", pero a principios de 2010 se lo cambió a El Hijo de L.A. Park. También luchó en Dragon Gate USA, debutando el 26 de marzo de 2010 a lado de El Hijo de Rey Misterio, derrotando a Derrick Neikirk & G.Q. Gallo.

### Consejo Mundial de Lucha Libre (2004 - 2008)
Estuvo cuatro años y se consagró como un referente a nivel de popularidad ahí nació su rivalidad con Dr. Wagner, Jr..
En su paso por dicha empresa se coronó como campeón mundial de parejas al lado de Shoker.

### De regreso a la Triple A (2010-2013)
L.A. Park hizo su regreso a la Asistencia Asesoría y Administración después de casi 14 años de ausencia el 12 de marzo en el evento Rey de Reyes 2010, atacando a La Parka y a "El Mesías", empezando un feudo con La Parka debido a los derechos del nombre. Ambos se enfrentaron en Triplemanía XVIII con los derechos por el nombre en juego. Esta lucha la ganó L.A. Park, pero durante la lucha aparecieron Los Perros del Mal para que L.A. Park cubriera a La Parka, la cual estaba inconsciente por un silletazo que le conectó Dorian Roldan, y sin embargo, la Comisión de Box y Lucha libre del Distrito Federal denegó el triunfo, debido a que el árbitro que hizo la cuenta no era el reglamentario.
El 18 de junio de 2011 en el evento de Triplemania XIX derrotó a Ricky Banderas "El Mesias" en una lucha de máscara contra cabellera, manteniendo la máscara y rapando a Banderas.
En eventos previos al rey de Reyes, L.A. Park atacaba a cualquier persona de la AAA, por lo que el lic. Joaquín Roldán le exige a Konnan que lo detenga o le cobra dinero por cada agresión de L.A. Park ante los luchadores y los de seguridad. Semanas antes del magnoevento, Konnan le entrega el dinero al lic. Joaquín Roldán, pero tras lo que hizo L.A. Park, Konnan le dijo que debe de disculpares ante Jeff Jarret, Dorian Roldán y El. En el evento Rey de Reyes, L.A. Park sale a no disculparse ante dorian, Konnan y Jeff, ya que los golpea, significando a que los traiciona. En el evento, L.A. park participaba en el torneo entre el Hijo del Perro Aguayo, Hector Garza y Jack Evans, cuando de pronto, Jeff aparece dándole un guitarrazo a Park, más tarde, cuando Jeff se enfrentaba al Mesías, Park también le da al mesías una guitarra para con eso golpear a Jarret para que perdiera el Megacampeonato Unificado de Peso Completo de AAA.

### Circuito independiente (2013-2015)
Actualmente trabaja como luchador independiente, su última aparición en la AAA fue en el evento de Triplemania XXI, en donde entregó el cinturón de campeón latinoamericano a Blue Demon Jr quien le ganó al Mesías.
Ha recorrido diferentes arenas independientes en México y Estados Unidos teniendo diferentes feudos entre ellos con Dr wagner Jr y Rush.
En 2015 ha luchado en la liga elite del CMLL.

### Regreso al CMLL  (2015)
En la conferencia de prensa del 82 aniversario de la Arena México se anunció el regreso de este al CMLL después de 7 años de haber dejado la empresa.
Regresando así el viernes 28 de agosto en la lucha principal haciendo relevo con su sobrino volador jr y Atlantis vs rush, Dr. Wagner Jr. y la sombra perdiendo el combate.
En el mes de septiembre fue despedido por insultar al público.

### Segundo regreso a la AAA (2018)
El 5 de junio de 2018 en la conferencia de prensa, L.A. Park es anunciando en la lucha de "Poker de Ases" de Apuestas para Triplemanía XXVI donde hace su regreso en la AAA después de 5 años, quienes se enfrentara contra Psycho Clown, El Hijo del Fantasma y Pentagón Jr..
El 21 de julio en AAA vs. ELITE, L.A. Park hace equipo con Electroshock y Puma King como representantes de Elite derrotando al equipo de AAA (Psycho Clown, El Hijo del Fantasma y Rey Wagner).
El 25 de agosto de 2018, Park ganó la máscara de El Hijo del Fantasma en el evento magno Triplemanía XXVI participando en un denominado "Póker de Ases" contra Pentagón Jr., Psycho Clown y El Hijo del Fantasma en una lucha en jaula y los últimos dos en salir irían a un mano a mano, al final quedaron entre El Hijo del Fantasma y Park, el ganador fue Park quedándose con la máscara de El Hijo del Fantasma.

### Major League Wrestling (2018-2022)
Debutó en MLW War Games, derrotando a Pentagón Jr. en un Mexican Massacre. En MLW Fury Road, derrotó a PCO. En MLW Fightland, junto a su hijo se enfrentaron a Lucha Brothers (Pentagón Jr. & Rey Fénix) por los Campeonatos Mundiales en Parejas de MLW, sin embargo perdieron.
Empezando el 2021, en el Fusion emitido el 13 de enero, junto a su Hijo derrotaron a The Von Erichs (Marshall Von Erich & Ross Von Erich) en un Texas Tornado Match con Tom Lawlor como árbitro especial invitado, ganando los Campeonatos Mundiales en Parejas de MLW por primera vez. En el Fusion emitido el 3 de febrero, junto a su Hijo derrotaron a Bu Ku Dao & TJP reteniendo los Campeonatos Mundiales en Parejas de MLW. En el Fusion emitido el 3 de marzo, junto a su Hijo derrotaron a The Contra Unit (Daivari & Simon Gotch) reteniendo los Campeonatos Mundiales en Parejas de MLW. En el Fusion emitido el 17 de marzo, junto a su Hijo derrotaron a The Contra Unit (Daivari & Simon Gotch) y a Injustice (Jordan Oliver & Myron Reed) reteniendo los Campeonatos Mundiales en Parejas de MLW. En el Fusion emitido el 14 de abril, junto a su Hijo derrotaron a The Dirty Blondes (Leo Brien & Michael Patrick) reteniendo los Campeonatos Mundiales en Parejas de MLW. En MLW War Chamber, junto a su Hijo fueron derrotados por 5150 (Danny Rivera & Slice Boogie) en un Philadelphia Street Fight perdiendo los Campeonatos Mundiales en Parejas de MLW, terminando con un reinado de 297 días.
El 8 de abril de 2022, fue despedido junto a sus 2 hijos (El Hijo de L.A. Park & L.A. Park Jr.) de MLW por comportamiento imprudente.

## En lucha
- Movimientos finales
  - La Parkinator (Corkscrew moonsault)[12]
  - Skull bomb (Sunset flip powerbomb)
  - Diving corkscrew senton[13]
  - Spear

- Movimientos de firma
  - Diving corkscrew crossbody
  - Enzuigiri[13]
  - Lazo bombazo (Spinning lifting inverted facelock clothesline)
  - Spinning heel kick
  - Split-legged moonsault
  - Suicide springboard corkscrew senton
  - Springboard moonsault

- Managers
  - Sonny Onoo
  - Vince Russo
  - Salina de la Renta

- Apodos
  - The Chairman of WCW.
  - El asesino del ring.
  - Skull Captain
  - The Original La Parka.
  - La Auténtica y Original.
  - La Calaca Tilica y Flaca.
  - La Auténtica Parka.
  - La Parka Original.
  - La Primera Parka.
  - La Original y Auténtica Parka.
  - La Única y Original

## Campeonatos y logros
- Asistencia Asesoría y Administración
  - Campeonato Latinoamericano de la AAA (1 vez)
  - IWC World Heavyweight Championship (2 veces)[14]
- Comisión de Box y Lucha Libre México D.F.
  - Campeonato Nacional Semicompleto (4 veces)[15]
- Distrito Federal
  - Distrito Federal Light Heavyweight Championship (1 vez)
- Consejo Mundial de Lucha Libre
  - CMLL World Tag Team Championship (1 vez)[16] - con Shocker

- The Crash
  - Campeonato de Peso Completo de The Crash (1 vez)

- Major League Wrestling
  - MLW World Tag Team Championship (1 vez) - con El Hijo de L.A. Park
  - Battle Riot II (2019)
- World Wrestling Association
  - WWA World Light Heavyweight Championship (2 veces)[17]
  - WWA World Tag Team Championship (1 vez)[18] - con Antifaz del Norte
- Xtreme Latin American Wrestling
  - XLAW Heavyweight Championship (2 veces, actual)[19]
- Independent Wrestling Revolution
  - IWR Heavyweight Championship (1 vez)[20]
- Panamá
  - European Middleweight Championship (2 veces)

- Pro Wrestling Illustrated
  - Situado en el Nº229 en los PWI 500 de 1994[21]
  - Situado en el Nº120 en los PWI 500 de 1995[22]
  - Situado en el Nº73 en los PWI 500 de 1996[23]
  - Situado en el Nº61 en los PWI 500 de 1997[24]
  - Situado en el Nº37 en los PWI 500 de 1998[25]
  - Situado en el Nº89 en los PWI 500 de 1999[26]
  - Situado en el Nº131 en los PWI 500 del 2000[27]
  - Situado en el Nº104 en los PWI 500 del 2001[28]
  - Situado en el Nº44 en los PWI 500 de 2002[29]
  - Situado en el Nº52 en los PWI 500 del 2003[30]
  - Situado en el Nº38 en los PWI 500 del 2004[31]
  - Situado en el Nº35 en los PWI 500 del 2005[32]
  - Situado en el Nº75 en los PWI 500 del 2006[33]
  - Situado en el Nº43 en los PWI 500 del 2007[34]
  - Situado en el Nº212 en los PWI 500 de 2008[35]
  - Situado en el Nº354 en los PWI 500 de 2010[36]
  - Situado en el Nº112 en los PWI 500 de 2011[37]
  - Situado en el Nº19 en los PWI 500 de 2012[38]
  - Situado en el Nº123 en los PWI 500 de 2013[39]
  - Situado en el Nº284 en los PWI 500 de 2014[40]
  - Situado en el Nº193 en los PWI 500 de 2015[41]
  - Situado en el Nº260 en los PWI 500 de 2016[42]
  - Situado en el Nº305 en los PWI 500 de 2018[43]
  - Situado en el Nº180 en los PWI 500 de 2019[44]

- - Situado en el Nº172 dentro de los mejores 500 luchadores de la historia-PWI Years 2003[45]